# Blidești
Blidești falu Romániában, Erdélyben, Fehér megyében.

## Fekvése
Verespatak közelében fekvő település.

## Története
Blideşti korábban Verespatak része volt, 1956 körül vált külön, ekkor 67 lakosa volt.
1966-ban 80 lakosából 79 román, 1 német volt. 1977-ben 72 román, 1992-ben pedig 103 lakosából 97 román, 6 cigány volt. A 2002-es népszámláláskor pedig 33 román lakosa volt.